# Arsienij Najdionow
Arsienij Judiljewicz Najdionow (ros. Арсений Юдильевич Найдёнов; ur. 12 sierpnia 1941 w Ałma-Acie, Kazachska SRR, zm. 7 czerwca 2010 w Soczi) – rosyjski piłkarz pochodzenia żydowskiego, grający na pozycji pomocnika, trener piłkarski. Urodził się jako Arsienij Rozman, ale po ożenku przyjął nazwisko żony – Najdionow.

## Kariera piłkarska

### Kariera klubowa
Urodzony w pociągu do Kazachstanu, dokąd była ewakuowana jego matka. W 1943 rodzina wróciła do wyzwolonego Kijowa, w którym zaczął grać w piłkę nożną w podwórkowych drużynach. Potem rozpoczął karierę piłkarską w kijowskich zespołach SKA i Arsenał. Występował również w klubach Spartak Andiżan i Dünamo Tallinn. Karierę piłkarską zakończył w ukraińskim zespole Łokomotyw Konotop z powodu kontuzji kolana.

## Kariera trenerska
Po zakończeniu kariery piłkarskiej studiował w Instytucie Kultury Fizycznej i Sportu w Kijowie. W 1965 został głównym trenerem klubu Eniergija Czeboksary, a następnie pracował w klubach z niższych lig ZSRR – Szachtior Temyrtau, Szachtior Karaganda, Gorniak Rajczychinsk, Maszinostroitiel Psków, Stroitiel Syktywkar, Wułkan Pietropawłowsk Kamczacki, Sachalin Jużnosachalińsk, Zwiezda Perm, Cemient Noworosyjsk, Kolhozçi Aszchabad, Cemient Noworosyjsk i Kuzbass Kemerowo. W 1991 burmistrz Soczi zaproponował mu stanowisko głównego trenera miejscowego klubu Żemczużyna. Rok później klub awansował do Wysszej Ligi, w której występował do 1999. Po rozstaniu z trenerem, który przeszedł do Lokomotiwu Niżny Nowogród, klub z Soczi spadł do Pierwszej Ligi. W 2000 trener wrócił do Żemczużyny, by ratować klub, ale bez sponsorów klub ten jeszcze przez trzy sezony występował we Wtoroj Dywizji, po czym został rozformowany. W 2005 Najdionow prowadził studencką reprezentację Rosji oraz SKA Rostów nad Donem. Następnie trenował reprezentację JuRGUES (Południowo-Rosyjskiego Państwowego Uniwersytetu Ekonomiki i Serwisu), Buriewiestnik-JuRGUES Szachty. W 2007 objął stanowisko głównego trenera oraz najpierw wiceprezesa, a potem prezesa odrodzonego klubu Żemczużyna. 7 czerwca 2010 po ciężkiej chorobie zmarł.

## Sukcesy i odznaczenia

### Sukcesy trenerskie
- zdobywca Pucharu Rosyjskiej FSRR: 1973
- mistrz Rosyjskiej Pierwszej Ligi: 1992
- mistrz Uniwersjady: 2005

## Odznaczenia
- tytuł Zasłużonego Trenera Rosyjskiej FSRR: 1991